# Port lotniczy Dalaman
Port lotniczy Dalaman – międzynarodowy port lotniczy położony 20 km na południowy zachód od Dalaman, na wybrzeżu Morza Egejskiego, w Turcji.

## Linie lotnicze i połączenia
| Linia Lotnicza               | Kierunek |
| ---------------------------- | --- |
| Aerofłot                     | Sezonowo: 1. Moskwa-Szeremietiewo |
| Air Serbia                   | Sezonowe czartery: 1. Belgrad |
| AnadoluJet                   | 1. Ankara 2. Stambuł-Sabiha Gökçen 3. Tel Awiw Sezonowo: 1. Amman 2. Bejrut |
| Austrian Airlines            | Sezonowe czartery: 1. Wiedeń |
| Azerbaijan Airlines          | Sezonowo: 1. Baku |
| Azur Air                     | Sezonowe czartery: 1. Kazań 2. Krasnodar 3. Mineralne Wody 4. Moskwa-Wnukowo 5. Nowosybirsk 6. Rostów nad Donem 7. Sankt Petersburg 8. Samara 9. Ufa 10. Jekaterynburg |
| Belavia                      | Sezonowe czartery: 1. Mińsk |
| British Airways              | Sezonowo: 1. Londyn-Gatwick 2. Londyn-Heathrow |
| Corendon Airlines            | Sezonowo: 1. Birmingham 2. Kolonia/Bonn 3. Londyn-Gatwick 4. Manchester 5. Newcastle 6. Norymberga |
| Corendon Dutch Airlines      | Sezonowo: 1. Amsterdam 2. Groningen |
| EasyJet                      | 1. Londyn-Gatwick 2. Manchester Sezonowo: 1. Belfast-International 2. Birmingham (od 4 kwietnia 2024) 3. Bristol 4. Edynburg 5. Glasgow 6. Liverpool 7. Londyn-Luton |
| Edelweiss Air                | Sezonowo: 1. Zurych |
| Enter Air                    | Sezonowe czartery: 1. Gdańsk 2. Katowice 3. Poznań 4. Warszawa-Okęcie |
| European Air Charter         | Sezonowe czartery: 1. Sofia |
| Finnair                      | Sezonowo: 1. Helsinki |
| GetJet Airlines              | Sezonowe czartery: 1. Wilno |
| IFly                         | Sezonowe czartery: 1. Moskwa-Wnukowo |
| Ikar                         | Sezonowe czartery: 1. Syktywkar |
| Jet2.com                     | Sezonowo: 1. Belfast-International 2. Birmingham 3. Bristol 4. East Midlands 5. Edynburg 6. Glasgow 7. Leeds/Bradford 8. Liverpool (od 29 marca 2024) 9. Londyn-Stansted 10. Manchester 11. Newcastle |
| LOT                          | Sezonowe czartery: 1. Warszawa-Okęcie |
| Meraj Airlines               | Sezonowo: 1. Teheran-Imam Khomeini |
| NordStar                     | Sezonowe czartery: 1. Moskwa-Domodiedowo |
| Nordwind Airlines            | Sezonowe czartery: 1. Kazań 2. Moskwa-Szeremietiewo 3. Nowosybirsk 4. Perm 5. Ufa 6. Wołgograd 7. Jekaterynburg |
| Pegasus Airlines             | 1. Stambuł-Sabiha Gökçen Sezonowo: 1. Baku 2. Bejrut 3. Londyn-Stansted 4. Manchester 5. Moskwa-Domodiedowo 6. Moskwa-Wnukowo 7. Tel Awiw |
| Pobeda                       | Sezonowo: 1. Moskwa-Wnukowo |
| Ryanair                      | 1. Bratysława Sezonowo: 1. Dublin |
| Rossija                      | 1. Soczi |
| Scandinavian Airlines System | Sezonowo: 1. Kopenhaga |
| Smartwings                   | Sezonowe czartery: 1. Bratysława 2. Katowice 3. Praga 4. Warszawa-Okęcie 5. Wrocław |
| Southwind Airlines           | Sezonowo: 1. Londyn-Stansted (od 30 marca 2024) |
| SunExpress                   | Sezonowo: 1. Berlin 2. Birmingham 3. Bruksela 4. Kolonia/Bonn 5. Kopenhaga 6. Düsseldorf 7. Edynburg (od 1 kwietnia 2024) 8. Frankfurt 9. Hamburg 10. Londyn-Gatwick 11. Manchester 12. Monachium 13. Norymberga (od 17 maja 2024) 14. Stuttgart 15. Zurych                                                                          |
| Transavia.com                | Sezonowo: 1. Amsterdam |
| TUI Airways                  | Sezonowo: 1. Aberdeen 2. Belfast-International 3. Birmingham 4. Bournemouth 5. Bristol 6. Cardiff 7. East Midlands 8. Edynburg 9. Exeter 10. Glasgow 11. Leeds/Bradford 12. Londyn-Gatwick 13. Londyn-Luton 14. Londyn-Stansted 15. Manchester 16. Newcastle 17. Norwich 18. Teesside (od 28 maja 2024) Sezonowe czartery: 1. Dublin |
| TUI fly Belgium              | Sezonowo: 1. Bruksela |
| TUI fly Deutschland          | Sezonowo: 1. Düsseldorf 2. Frankfurt 3. Hanower 4. Monachium 5. Stuttgart |
| TUI fly Netherlands          | Sezonowo: 1. Amsterdam |
| Turkish Airlines             | 1. Stambuł Sezonowo: 1. Moskwa-Wnukowo |
| Ural Airlines                | Sezonowe czartery: 1. Moskwa-Domodiedowo 2. Rostów nad Donem |
| Wizz Air                     | 1. Londyn-Luton Sezonowo: 1. Londyn-Gatwick |